# Szabadság és Közvetlen Demokrácia
A Szabadság és Közvetlen Demokrácia (csehül Svoboda a přimá demokracie) egy csehországi párt, melyet 2015 tavaszán alapított meg egy japán származású cseh vállalkozó, Tomio Okamura.
A párt euroszkeptikus, ellenzi a bevándorlást és a kivándorlást, illetve támadja a csehországi kisebbségeket.

## Története
A párt a 2017-es parlamenti választásokon 10,64 százalékot szerzett és a negyedik helyen végzett. A választások után 22 mandátumot szerzett a 200 fős cseh parlamentben.

## Ideológia
A párt magát "hazafias és demokratikus mozgalom"-ként jellemzi. Kiállnak a politikai reformok, törvényes rend, közvetlen demokrácia, vállalkozóbarát politika és a nemzeti szuverenitás mellett. Kiállnak a cseh adórendszer reformja mellett és az internet szabadságát valamint, hogy több civil mozgalom vegyen részt a politikában.
A párt ellenzi Csehország EU-s tagságát és szerintük ki kéne lépnie az országnak belőle.